# Molophilus (Molophilus) indivisus
Molophilus (Molophilus) indivisus is een tweevleugelige uit de familie steltmuggen (Limoniidae). De soort komt voor in het Australaziatisch gebied.